# Гаррісон (Північна Дакота)
Гаррісон (англ. Garrison) — місто (англ. city) в США, в окрузі Маклейн штату Північна Дакота. Населення — 1462 особи (2020).

## Географія
Гаррісон розташований за координатами 47°39′11″ пн. ш. 101°25′18″ зх. д. / 47.65306° пн. ш. 101.42167° зх. д. (47.653055, -101.421794).  За даними Бюро перепису населення США в 2010 році місто мало площу 3,59 км², уся площа — суходіл.

## Демографія
Згідно з переписом 2010 року, у місті мешкали 1453 особи в 654 домогосподарствах у складі 378 родин. Густота населення становила 405 осіб/км².  Було 737 помешкань (206/км²).
Расовий склад населення:
| - 93,3 % — білих - 4,5 % — корінних американців - 0,1 % — чорних або афроамериканців - 0,1 % — азіатів |

До двох чи більше рас належало 2,0 %. Частка іспаномовних становила 2,1 % від усіх жителів.
За віковим діапазоном населення розподілялося таким чином: 18,6 % — особи молодші 18 років, 50,6 % — особи у віці 18—64 років, 30,8 % — особи у віці 65 років та старші. Медіана віку мешканця становила 51,3 року. На 100 осіб жіночої статі у місті припадало 89,2 чоловіків;  на 100 жінок у віці від 18 років та старших — 87,2 чоловіків також старших 18 років.
Середній дохід на одне домашнє господарство  становив 55 176 доларів США (медіана — 48 700), а середній дохід на одну сім'ю — 68 153 долари (медіана — 70 139). Медіана доходів становила 52 708 доларів для чоловіків та 32 188 доларів для жінок. За межею бідності перебувало 15,3 % осіб, у тому числі 25,2 % дітей у віці до 18 років та 5,6 % осіб у віці 65 років та старших.
Цивільне працевлаштоване населення становило 614 осіб. Основні галузі зайнятості: освіта, охорона здоров'я та соціальна допомога — 30,9 %, мистецтво, розваги та відпочинок — 12,9 %, сільське господарство, лісництво, риболовля — 12,4 %.